# Д’Обиньи, Уильям Пинцерна
Уи́льям (Гильо́м) д’Обиньи́ (II) (англ. William d'Aubigny, фр. Guillaume d'Aubigny) или Уильям де Альбини (англ. William de Albini; ум. 1139) — англо-нормандский барон, старший из выживших сыновей Роджера д’Обиньи и Амиции. Занимал придворную должность кравчего английского короля Генриха I Боклерка, с чем связано его прозвище Пинцерна. Благодаря щедрым королевским пожалованиям получил значительные владения в Норфолке и Кенте, ставшие основой феодальной баронии Бекингем.

## Происхождение
Уильям происходил из англо-нормандского рода, предки которого происходили из нормандского Котантена в современном французском департаменте Манш. Центром их владений был Сен-Мартен-д’Обиньи недалеко от Кутанса, от которого и произошло название рода — Обиньи, которое в некоторых источниках было позже латинизировано в Альбини (лат. Albini).
Первым достоверно известным представителем рода был Гильом (Уильям) (I) д’Обиньи. По мнению Джеймса Планше либо Гильом, либо его сын Роджер принимал участие в битве при Гастингсе, поскольку Роберт Вас упоминает среди участников битвы «кравчего д’Обиньи» (лат. li boteillier d’Aubignie), хотя и указывает, что упоминание должности кравчего может быть анахронизмом, ибо первым, кто занимал эту должность, был Уильям Пицерна, внук Гильома I д’Обиньи. Хотя Гильом мог занимать эту должность при дворе герцога Нормандии. Он был женат на сестре Гримы дю Плесси. От этого брака родился один сын, Роджер. И Гильом, и Роджер были благотворителями аббатства Лесе в западной Нормандии. Роджер сделав ему пожертвование в 1084 году. Он был женат на Амиции. О её происхождении в первичных источниках не упоминается, но Планше считает, что она была сестрой Жоффруа, епископа Кутанса. От этого брака известно несколько сыновей. Старшим из выживших был Уильям Пинцерна, от которого пошла старшая ветвь рода. Ещё один сын, Найджел, стал родоначальником рода Моубрей.

## Биография

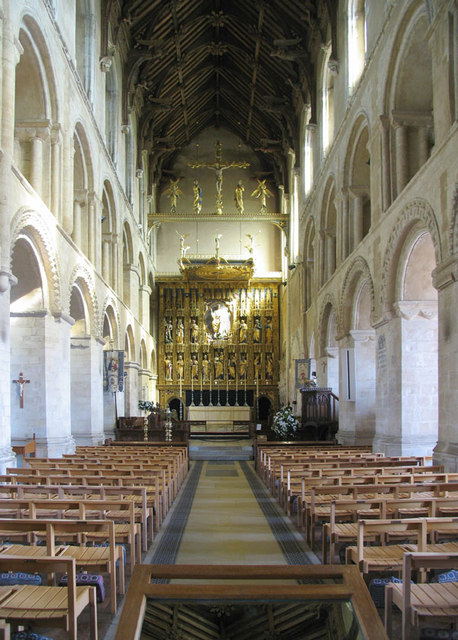
Неф в аббатстве Уаймондхэм, построенный Уильямом д’Обиньи

Ряд источников связывает возвышение Уильяма с периодом, когда королём Англии стал Генрих I Боклерк, однако д’Обиньи появился в Англии ещё в конце XI века. Хотя его имя не упоминается среди других землевладельцев в «Книге страшного суда», в 1091 году Уильям засвидетельствовал важную королевскую хартию. В 1092 году в королевском приказе об аббатстве Рэмси его имя упоминается среди других важных людей Норфолка, причём оно находится на 3 месте среди мирян после Роджера Биго и шерифа. В это время во владении д’Обиньи находился минимум один из маноров в Норфолке — Хаписберг.
Однако наибольших успехов Уильям добился именно во время правления Генриха I, который щедро жаловал ему поместья. В это время в его руках оказались значительные земельные владения в Англии, в первую очередь в Норфолке, где в 1135 году в его домашнем хозяйстве служило 22 рыцаря, а также в Кенте. Среди его маноров в Норфолке были Бекингем, позже ставший центром феодальной баронии Бекингем, и Уаймондхэм, в котором Уильям основал бенедиктинский монастырь. В монастырской церкви был красивый нормандский неф, который сохранился до нашего времени как часть приходской церкви. Также он, судя по всему, построил ранний замок в Бекингеме, который позже был передан монастырю как источник строительных материалов. Кроме того, Уильям был благотворителем Тетфордского монастыря.
Также во время правления Генриха I имя Уильяма часто присутствует на королевских хартиях. Так в марте 1101 года он засвидетельствовал договор Генриха I с графом Фландрии, при этом он впервые назван королевским кравчим (лат. pincerna regis), занимая одно из главных мест среди управленцев королевского двора. К 1130 году Уильям подтвердил около 120 королевских документов, хотя его должность при этом обычно опускалась. Он регулярно сопровождал Генриха I в его поездках, поэтому около четверти засвидетельствованных им документов созданы в Нормандии. Казначейский реестр 1130 года также сообщает, что Уильям часто находился за пределами двора, в Эссексе и Линкольншире, иногда вместе с юстициарием Ральфом Бассетом.
Последнее упоминание Уильяма относится к 1136 году, когда он вместе с другим кравчим, Эдом Матрелом, присутствовал на праздновании при королевском дворе короля Стефана Блуаского пасхи. Джон из Окснеда в своей хронике, написанной полтора века спустя, указывает, что д’Обиньи умер в день всех святых (1 ноября) 1139 года, однако из другого документа следует, что он был уже мёртв в июне 1139 года. Ему наследовал старший сын, Уильям (III) д’Обиньи, получивший около 1141 года титул графа Сассекса (Арундела).

## Брак и дети
Жена: Матильда Биго (ум. 1121/1133), дочь Роджера Биго и Аделизы де Тосни. Дети:
- Уильям (III) д’Обиньи (после 1100 — 12 октября 1176), граф Сассекс (Арундел) с ок. 1141[3].
- Найджел д’Обиньи[3].
- Оливер д’Обиньи[3].
- Роланд д’Обиньи[3].
- Олива д’Обиньи; муж: Ральф де ла Хэй[3].